# Donald Stewart, 1. Baronet

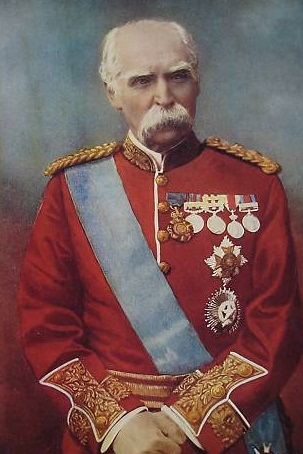
Sir Donald Stewart, 1. Baronet

Sir Donald Martin Stewart, 1. Baronet, GCB, GCSI, CIE (* 1. März 1824 in Mount Pleasant, Elginshire; † 26. März 1900 in Algier) war ein britischer Feldmarschall und Oberbefehlshaber in Indien.

## Leben
Er wurde als Sohn von Robert Stewart und dessen Gattin Flora Martin in Mount Pleasant bei Forres in Elginshire, Schottland, geboren. Er wurde an Schulen in Findhorn, Dufftown und Elgin und an der Universität Aberdeen ausgebildet. Im Oktober 1840 trat er als Ensign des 9th Regiment der Bengal Native Infantry in den Dienst der Britische Ostindien-Kompanie ein. Im März 1841 wurde er zum Lieutenant, im Juni 1854 zum Captain befördert.
Er nahm 1854 und 1855 an den Feldzügen in gegen die Stämme an der nordwestlichen Grenzregion nach Afghanistan teil und wurde mentioned in despatches. 1857 war er in Aligarh stationiert, als auch sein Regiment am 20. Mai 1857 im Rahmen des Indischen Aufstands meuterte. Er überbrachte auf einem gefährlichen Ritt Nachrichten von Agra nach Delhi und beteiligte sich als Deputy Assistant Adjutant-General der Delhi Field Force an der Belagerung von Delhi im Sommer 1857 und dann als Assistant Adjutant-General der Bengal Army an der Belagerung von Lucknow im Herbst 1857 sowie am Feldzug in Rohilkhand. Für seine Verdienste während des indischen Aufstands wurde er zweimal mentioned in despatches (15. Dezember 1857 und 28. Juli 1858) und wurde im Januar 1858 zum Brevet-Major und im Juli 1858 zum Brevet-Lieutenant-Colonel befördert.
Stewart diente als Assistant Adjutant-General der Bengal Army, bis er 1862 zum Deputy Adjutant-General ernannt wurde und maßgeblich an der Umstrukturierung der britisch-indischen Armeen beteiligt war. Im Februar 1861 wurde er zum Major, im Juli 1863 zum Brevet-Colonel, im Oktober 1866 zum Lieutenant-Colonel befördert. In den Jahren 1867 und 1868 befehligte er im Rang eines Brigadier-General eine Brigade der Bengal Army auf dem Feldzug nach Abessinien unter Sir Robert Napier. Er zeigte beträchtliche Fähigkeiten bei der Organisation der Streitkräfte und bei der Organisation des Nachschubs. Er wurde mentioned in despatches (30. Juni 1868) und am 14. August 1868 als Companion des Order of the Bath ausgezeichnet. Zurück in Indien wurde er Divisionskommandeur in Peshawar.
Am 24. Dezember 1868 zum Major-General befördert. Im Juli 1869 entsandte ihn Vizekönig von Indien Lord Mayo auf die Andamanen, um als Superintendent von Port Blair die dortige Strafkolonie neu zu organisieren. Als Lord Mayo ihn am 8. Februar 1872 auf einer Inspektionsreise in Port Blair besuchte, wurde dieser von einem Insassen der Strafkolonie ermordet. Nachdem er in der anschließenden Untersuchung entlastet worden war, war er 1872 bis 1875 erster Chief Commissioner der nun eigenständig verwalteten Andamanen und Nikobaren. Nachdem er 1875 aus gesundheitlichen Gründen nach Großbritannien zurückgekehrt war, wurde er ab 1876 als Divisionskommandeur von Lahore eingesetzt und am 1. Oktober 1877 zum Lieutenant-General befördert.
Im Zweiten Anglo-afghanischen Krieg führte er die zweite Kolonne, die Kandahar Field Force mit 13.000 Mann über den Bolan-Pass nach Quetta und rückte im Januar 1879 nach Kandahar vor. Für seine Verdienste wurde er am 25. Juli 1879 als Knight Commander des Order of the Bath geadelt. Im April 1880 rückte er von Kandahar nach Kabul vor, siegte unterwegs in den Schlachten von Ahmed Khel (19. April) und Arzu (23. April) und erhielt sodann das militärische und zivile Oberkommando in Nordafghanistan. Als er von der Niederlage bei Maiwand erfuhr, sandte er Sir Frederick Roberts mit einer Division auf den Marsch von Kabul nach Kandahar, während er selbst im August 1880 den Rest der Armee über den Khyber-Pass nach Indien zurückführte. Dafür erhielt er den Dank des britischen Parlaments, wurde am 21. September 1880 zum Knight Grand Cross des Order of the Bath erhoben.
Im Oktober 1880 wurde er in den Rat des Vizekönigs von Indien aufgenommen und im April 1881 zum Oberbefehlshaber in Indien ernannt. Am 1. Juli 1881 zum General befördert und am 11. Juni 1881 wurde ihm in der Baronetage of the United Kingdom der erbliche Adelstitel Baronet, of South Kensington in the County of London, verliehen. Er schlug vor die drei britisch-indischen Kolonialarmeen, die Bengal Army, die Madras Army und die Bombay Army, aus Effizienzgründen in eine einzige Armee, die Indian Army zu vereinigen, sein Vorschlag wurde vom India Office aber zunächst abgelehnt. Nach dem Panjdeh-Zwischenfall im März 1885 sorgte er für eine deutliche zahlenmäßige Verstärkung der britischen Truppen in Indien. 1885 kehrte er nach London zurück, wurde im Dezember 1885 als Knight Grand Commander des Order of the Star of India ausgezeichnet und 1893 Mitglied des Rates des Secretary of State for India. In dieser Rolle setzte er schließlich die Gründung einer einzigen Indian Army durch. Am 26. Mai 1894 zum Field-Marshal befördert und wurde Mitglied der königlichen Kommission für indische zivile und militärische Ausgaben. 1889 wurde ihm als Doctor of Canon Law (D.C.L.) der Universität Oxford und Doctor of Laws (LL.D.) der Universität Aberdeen jeweils eine Ehrendoktorwürde verliehen. Von 1895 bis zu seinem Tod war er auch Gouverneur des Royal Hospital Chelsea.
Er starb am 26. März 1900 während eines Aufenthalts in Algier im heutigen Algerien und wurde auf dem Brompton Cemetery in London beerdigt. Aus seiner 1847 geschlossenen Ehe mit Marina Dabine hinterließ er zwei Söhne und drei Töchter. In der St Paul’s Cathedral in London wurde ihm ein Denkmal errichtet.